# Lioptilus nigricapillus
La lioptila capirotada o gorrinegro de matorral (Lioptilus nigricapillus) es una especie de ave paseriforme de la familia Sylviidae que vive en el sureste de África. Es la única especie del género  Lioptilus.

## Distribución y hábitat
Se encuentra en los bosques montanos y zonas de matorral de altura de una franja cercana a la costa este de Sudáfrica y Suazilandia. Está amenazado por la pérdida de hábitat.